# Писарівка (Звенигородський район)
Писарі́вка — село в Україні, у Лисянській селищній громаді Звенигородського району Черкаської області. Центр Писарівської сільської ради.
Населення села становить 250 осіб в 2005; 256 в 2001; 1188 в 1900; 1368 в 1880.

## Географія
Селом протікає річка Писарівка.

## Назва
На початку 18 ст. мало назву Ду́чино. За переказами старожилів, поселення отримало назву від імені землевласника Дучинського, який проживав у цій місцевості.

## Історія
В селі археологами були знайдені курган та поселення черняхівської культури.
1918 у селі відбувались збройні сутички повстанських загонів Вільного Козацтва і селян проти німецьких військ. Того ж року у Писарівці більшовики організували комсомольську організацію, яка часто діяла напівлегально. З початком в Україні колективізації у Писарівці створено колективне господарство ім. Т. Г. Шевченка.
На чолі нової влади були вихідці з сусідніх сіл, а також місцева інтелігенція, яка своєю чергою підпала під лещата репресій 1937—1938 рр. Їх імена: У Писарівці встановлено пам'ятний знак жертвам голодомору. 1932—1933 у селі від голоду померло 463 особи. За роки радянської влади 18 мешканців населеного пункту зазнало політичних репресій.
1939 у Писарівці збудовано магазин.
На рубежі 1999—2000, у зв'язку з реформуванням в Україні аграрного сектора народного господарства, у Писарівці утворились два фермерські с/г т-ва «Маяк» і «Зоря», керівники — брати Вергуляцькі.

## Населення
Згідно з переписом УРСР 1989 року чисельність наявного населення села становила 273 особи, з яких 108 чоловіків та 165 жінок.

### Мова
Розподіл населення за рідною мовою за даними перепису 2001 року:
| Мова       | Кількість | Відсоток |
| ---------- | --------- | -------- |
| українська | 256       | 100%     |

## Відомі люди
Даценко Іван Трофимович — директор Писарівської початкової школи, учитель математики, репресований в 1938 р., закатований у м. Умані з 6 на 7 квітня 1938р, місце поховання невідоме;
Значна частина мешканців Писарівки за бойові подвиги та трудові здобутки в мирний час удостоєні урядових нагород.
За материнські подвиги нагороджені (Указом Президії ВР СРСР від 20 липня 1955):
—почесним званням «Мати-героїня» — М. Я. Тюфтій за народження і виховання 10 дітей;
—орденами «Материнська слава» Ι,ΙΙ,ΙΙΙ ступеня та медаллю «Материнство» ΙΙ ступеня — К. А. Груша;
—орденом «Материнська слава» ΙΙ ступеня та медалями «Материнство» Ι,ΙΙ ступеня — Т. А. Гладченко;
—медалями «Материнство» Ι,ΙΙ ступеня — В. М. Коломієць, Г.Новохацька;
—медаллю «Материнство» ΙΙ ступеня — Г. М. Адамович, Р. А. Адамович.

## Сьогодення
До села підведений газопровід, що постачає селянам блакитне паливо. Працюють фельдшерсько-акушерський пункт, сільські клуб та бібліотека.